# WindowsWear
WindowsWear成立于2012年，是一家实时橱窗展示的时尚科技公司，总部位于纽约。WindowsWear擁有能夠追溯到1931年的時尚櫥窗及視覺陳列的檔案收藏，如此的收藏提供零售商、設計師、品牌，以及創意專業人士許多照片來進行多年以來的競爭力研究、靈感來源與流行趨勢的分析。

## 商业运作
公司有三大运营模块： windowswear.com主营橱窗购物；windowswearpro为订购的时尚领域数据服务；以及位于纽约的windowswear时尚观光之旅。目前，windowswear已获得来自高盛，巴克莱，coach，易购以及野村证券的注资。

## WindowsWear
Windowswear.com是一个搜索以及购买展窗内商品的电子商务网站。

## WindowsWear PRO
WindowsWear PRO受用于零售商，设计师以及时尚相关院校；例如：The University of Alabama, Berkeley College, EBC Hochschule, FIT, Genesee College, George Brown, Laboratory Institute of Merchandising, The Planning and Visual Educational Partnership, Milwaukee Area Technical College, Seneca College, Sheridan College and Université du Québec à Montréal。

## WindowsWear獎
WindowsWear獎是一個表揚頂尖櫥窗陳列的年度性盛事。獎項以不同項目進行分類及頒發，例如：最佳城市、最佳季節、最佳色彩等。Barneys New York, Bloomingdales, Elie Tahari, Harrods, Kleinfeld Bridal, 以及 Moncler等品牌與創意團隊都會出席這年度性的頒獎典禮。

## 企业历史
WindowsWear由Jon Harari 和 Michael (Mike) Niemtzow（前雷曼兄弟职员）创建与2012年11月，团队由世界各地主要城市的摄影师组成。

## 传媒

### 电视媒体
Windowswear曾接受Univision's Despierta America专访。

### 报纸
Windowswear曾接受华尔街日报以及今日美国专访。

### 互联网媒体
Windowswear曾被多家知名媒体报道，例如Vogue日本版  ，墨西哥版 ；Elle美国版，俄罗斯版，Glamour美国版 ，巴西版；Lucky; Women’s Wear Daily, 南华早报，中国品牌服装网 ，onlylady女人志；Time Out New York, Shopify, MasterCard's Love This City, About.com, and NYC & Company。